# Монтон (Пенсільванія)
Монтон (англ. Mohnton) — місто (англ. borough) в США, в окрузі Беркс штату Пенсільванія. Населення — 2927 осіб (2020).

## Географія
Монтон розташований за координатами 40°17′15″ пн. ш. 75°59′13″ зх. д. / 40.28750° пн. ш. 75.98694° зх. д. (40.287451, -75.986916).  За даними Бюро перепису населення США в 2010 році місто мало площу 1,99 км², з яких 1,98 км² — суходіл та 0,01 км² — водойми.

## Демографія
Згідно з переписом 2010 року, у селищі мешкали 3043 особи в 1256 домогосподарствах у складі 851 родини. Густота населення становила 1528 осіб/км².  Було 1303 помешкання (654/км²).
Расовий склад населення:
| - 94,5 % — білих - 1,7 % — чорних або афроамериканців - 0,7 % — азіатів - 0,2 % — корінних американців - 1,1 % — осіб інших рас |

До двох чи більше рас належало 1,8 %. Частка іспаномовних становила 4,9 % від усіх жителів.
За віковим діапазоном населення розподілялося таким чином: 23,9 % — особи молодші 18 років, 63,0 % — особи у віці 18—64 років, 13,1 % — особи у віці 65 років та старші. Медіана віку мешканця становила 40,0 року. На 100 осіб жіночої статі у селищі припадало 91,9 чоловіків;  на 100 жінок у віці від 18 років та старших — 88,2 чоловіків також старших 18 років.
Середній дохід на одне домашнє господарство  становив 77 758 доларів США (медіана — 55 098), а середній дохід на одну сім'ю — 94 723 долари (медіана — 62 500). Медіана доходів становила 52 443 долари для чоловіків та 37 534 долари для жінок. За межею бідності перебувало 8,1 % осіб, у тому числі 14,4 % дітей у віці до 18 років та 4,8 % осіб у віці 65 років та старших.
Цивільне працевлаштоване населення становило 1762 особи. Основні галузі зайнятості: освіта, охорона здоров'я та соціальна допомога — 28,8 %, виробництво — 19,8 %, мистецтво, розваги та відпочинок — 8,2 %, гуртова торгівля — 6,4 %.